# Patognomon
Patognomont betecknar symptom eller fynd som är associerat enbart med ett sjukdomstillstånd i motsats till flera.
Ordet kommer från grekiskans páthos ("sjukdom") och gnōmon ("bedöma").
Ett patognomont fynd är ett tecken som gör det klart att patienten lider av en viss sjukdom. Exempel på patognomona fynd är "vattuskräck", hydrofobi vid rabies och det leende på grund av muskelspasmer som kallas risus sardonicus, som förekommer vid stelkramp.